# Takān Tappeh
Takān Tappeh (persiska: تَكان‌تَپِّه, تکان‌تپّه) är en ort i Iran.   Den ligger i provinsen Västazarbaijan, i den nordvästra delen av landet, 500 km väster om huvudstaden Teheran. Takān Tappeh ligger 1 431 meter över havet och antalet invånare är 537.
Terrängen runt Takān Tappeh är huvudsakligen lite kuperad. Takān Tappeh ligger nere i en dal.Runt Takān Tappeh är det ganska tätbefolkat, med 134 invånare per kvadratkilometer. Närmaste större samhälle är Bardeh Zard, 10,9 km sydväst om Takān Tappeh. Trakten runt Takān Tappeh består i huvudsak av gräsmarker.